# Heteromallus tournoueri
Heteromallus tournoueri är en insektsart som beskrevs av Griffini 1912. Heteromallus tournoueri ingår i släktet Heteromallus och familjen grottvårtbitare. Inga underarter finns listade i Catalogue of Life.